# Bai (Bajura)
Bai (nep. वाई) – gaun wikas samiti w zachodniej części Nepalu w strefie Seti w dystrykcie Bajura. Według nepalskiego spisu powszechnego z 2011 roku liczył on 628 gospodarstw domowych i 3383 mieszkańców (1802 kobiety i 1581 mężczyzn).